# 燕顺路街道
燕顺路街道是中华人民共和国河北省廊坊市三河市下辖的一个街道办事处。
2019年，河北省民政厅发出《关于同意三河市部分行政区划调整的批复》（冀民函〔2019〕82号）：增设燕顺路街道办事处。

## 行政区划
燕顺路街道下辖以下村级行政区划单位：
金谷社区、花城社区、嘉都社区、林荫大道社区、天佑爱上岛社区、甜城社区、壹克拉社区、中兴社区、中兴二期社区、福成三季社区、星河185社区、美林新东城社区、星河皓月社区。